# Kobylá nad Vidnavkou (przystanek kolejowy)
Kobylá nad Vidnavkou – przystanek kolejowy w Kobyli nad Vidnavkou, w kraju ołomunieckim, w Czechach. Znajduje się na wysokości 300 m n.p.m. i leży na linii kolejowej nr 295.